# Newburgh (Indiana)
Newburgh is een plaats (town) in de Amerikaanse staat Indiana, en valt bestuurlijk gezien onder Warrick County.

## Demografie
Bij de volkstelling in 2000 werd het aantal inwoners vastgesteld op 3088.
In 2006 is het aantal inwoners door het United States Census Bureau geschat op 3329, een stijging van 241 (7,8%).

## Geografie
Volgens het United States Census Bureau beslaat de plaats een oppervlakte van
3,5 km², geheel bestaande uit land. Newburgh ligt op ongeveer 120 m boven zeeniveau.

## Plaatsen in de nabije omgeving
De onderstaande figuur toont nabijgelegen plaatsen in een straal van 20 km rond Newburgh.